# Awaji
Awaji (japanska: 淡路島?, Awaji-shima) är en bördig japansk ö mellan Honshu (Hondo) och Shikoku med en area på 592,55 km². Sedan 1998 binder världens längsta hängbro Akashi Kaikyo-bron samman Awaji med Honshu över Akashisundet (japanska: Akashi kaikyo). Bron är totalt 4 km.
Ön ingår i Hyōgo prefektur och är administrativt uppdelad i tre städer:

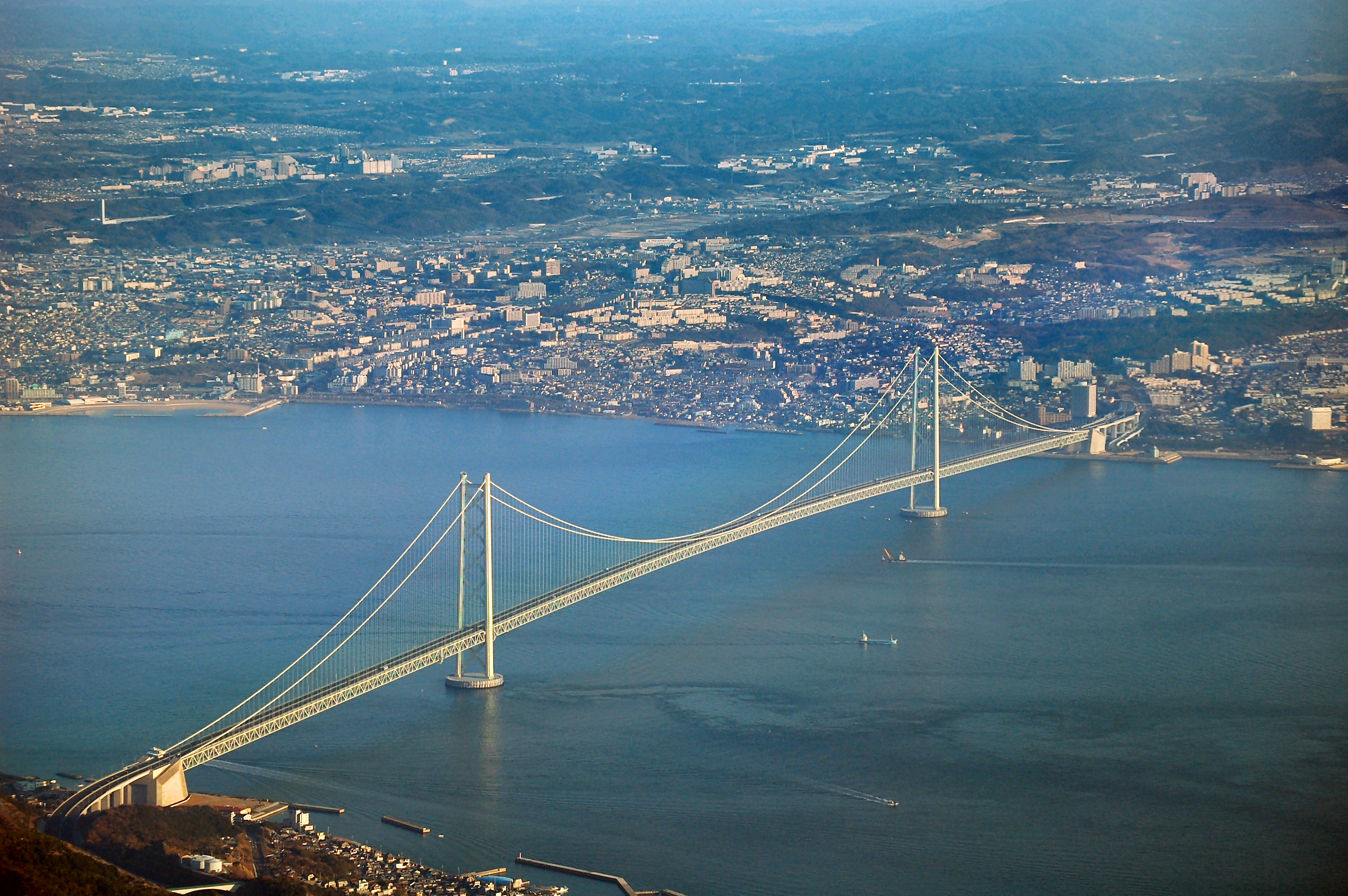
Akashi-Kaikyo-bron

- Awaji
- Sumoto
- Minamiawaji

## Kartor
Städernas läge på ön Awaji

Awaji
Sumoto
Minamiawaji